# ویلهلم رونتگن
ویلهِلم کُنرات رونْتْگِن (به آلمانی: Wilhelm Conrad Röntgen) فیزیکدان آلمانی،کاشف پرتو ایکس و نخستین برندهٔ نوبل فیزیک در سال ۱۹۰۱ بود.

## زندگی

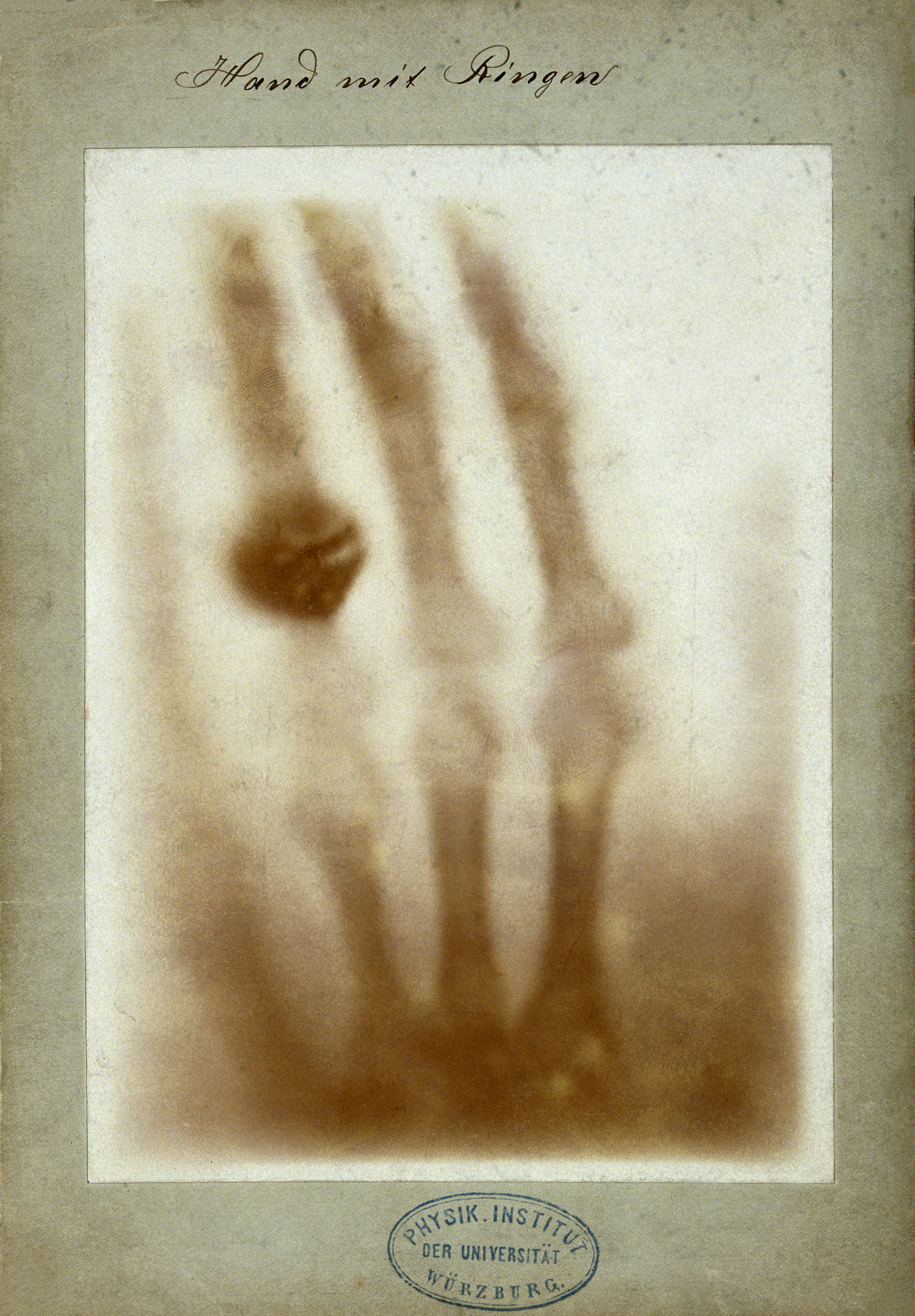
تصویر دست همسر رونتگن در سال ۱۸۹۶ یکی از اولین تصاویر عکاسی شده به وسیله پرتو ایکس

رونتگن در ۲۷ مارس ۱۸۴۵ در شهر لنپ در آلمان متولد شد. او در هلند دیپلم گرفت و سپس به سوییس رفت و وارد مؤسسه فناوری فدرال زوریخ شد و زیر نظر پروفسور آگوست کونت به تحصیل ادامه داد. او در فیزیک دکترا گرفت و به وورتسبورگ آلمان بازگشت. پس از مدتی تدریس در دانشگاه‌های استراسبورگ و دانشگاه گیسن، استاد دانشگاه وورتسبورگ شد.
او در سال ۱۸۹۵، هنگام تکرار تجربه فیلیپ لنارت، بسیار شگفت‌زده شد؛ رونتگن، لامپ کروکز را در کاغذ سیاهی پیچیده بود، دید که پرده آغشته به یک ماده فلوئورسنت که در نزدیکی لوله قرار داشت، بی‌دلیل درخشید.
او با چندین بار تکرار این تجربه، نتیجه گرفت که این درخشندگی اسرارآمیز از کاتد نمی‌آید، بلکه از صفحه آلومینیوم یا آنُد می‌آید. بدین ترتیب او پرتوی کشف کرد که معلوم نبود چیست؛ بنابراین، آن را پرتو ایکس یا پرتو ناپیدا خواند.

## مطالعات و اکتشافات

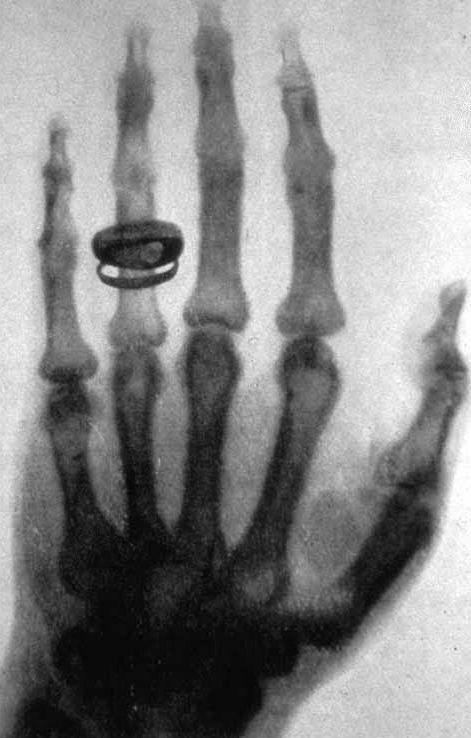
تصویر اشعهّ ایکس از دستِ آلبرت فون کولیکر که توسط ویلهلم رونتگن در ۲۳ ژانویهٔ ۱۸۹۶ تهیه شد.

مطالعات رونتگن بیشتر دربارهٔ الکتریسیته و نور و گرما بود و سرانجام او با پیگیری مطالعات سر ویلیام کروکس، پرتو ایکس را کشف کرد.
کشف رونتگن اولین کشف از سری کشف‌ها دربارهٔ رادیو اکتیویته بود که کشف‌های بکرل، کوری، رادرفورد، ماکس پلانک، تامسون، انیشتین و انریکو فرمی را در برمی‌گرفت.
پرتو X، پرتوی با طول موج بسیار کوتاه و قابلیت نفوذ بسیار زیاد است، و از بیشتر مواد می‌گذرد. فیزیکدانان برای آنالیز مواد بلوری، بسیار از این پرتو بهره برده‌اند، و در پزشکی نیز به نام‌های رادیوگرافی و رادیولوژی به‌کار می‌رود.
در هشتم نوامبر ۱۸۹۵، رونتگن، سرگرم کار روی پرتو کاتدی با لوله کروکس-هیتورف بود. این لوله که در آن زمان بارها از سوی فیزیکدانان استفاده می‌شد، حباب شیشه‌ای داشت که هوای آن تقریباً تخلیه شده، دو الکترود به فاصله چند سانتیمتر از هم در آن قرار داشتند. با برقراری اختلاف پتانسیل زیاد، در حدود چندین هزار ولت، بین الکترودها، پرتو کاتدی (الکترون‌ها) از کاتد (الکترود منفی) به آند (الکترود مثبت) می‌رفتند، به عبارت دیگر، به مسیر خود ادامه می‌دادند تا به دیوارهٔ شیشه لوله برخورند.
رونتگن در صفحه کاغذ آغشته به کریستال‌های پلاتین، سیانور و باریم که در کنار لوله کروکس-هیتورف قرار داشت فلورسانس درخشانی دید. وی پرتویی را که بسیار پرنفوذتر از پرتوی کاتدی بود، کشف کرد. سپس رونتگن مشتاقانه در چند هفته با پیگیری این ایده و با تجربهٔ دقیق، به بررسی ویژگی‌های این پرتو، که آن را پرتو ایکس نامید، پرداخت. کشف پرتو ایکس و کاربرد وسیع آن در تصویربرداری پزشکی، به نجات انسان‌های زیادی انجامید، به‌گونه‌ای که تصور علم پزشکی بدون تصویربرداری پرتو ایکس، سخت است.

## افتخارات
رونتگن در سال ۱۸۹۶ برای کشف مهمش، پرتو ایکس، نشان رامفورد گرفت. او در سال ۱۹۰۱، اولین جایزه نوبل فیزیک نیز را دریافت کرد.

## مرگ
رونتگن در سال ۱۹۲۳ در اثر بیماری کارسینوما، رشد بدخیم سلول‌های اپیتلیال، درگذشت.

## یادبودها

تمبر یادبود ویلهلم کنراد رونتگن - انتشار در سال ۱۹۹۵ - بلژیک
تمبر یادبود ویلهلم کنراد رونتگن - انتشار در سال ۱۹۹۵ - کره
تمبر یادبود ویلهلم کنراد رونتگن - انتشار در سال ۱۹۹۵ - موناکو
تمبر یادبود ویلهلم کنراد رونتگن - انتشار در سال ۱۹۹۵ - گرنادا
تمبر یادبود ویلهلم کنراد رونتگن - انتشار در سال ۱۹۵۱ - جمهوری فدرال آلمان
تمبر یادبود ویلهلم کنراد رونتگن - انتشار در سال ۲۰۰۱ - آلبانی
تمبر یادبود ویلهلم کنراد رونتگن - انتشار در سال ۱۹۵۰ - سورینام
تمبر یادبود ویلهلم کنراد رونتگن - انتشار در سال ۲۰۰۱ - گینه
تمبر یادبود ویلهلم کنراد رونتگن - انتشار در سال ۱۹۹۵ - مقدونیه
تمبر یادبود ویلهلم کنراد رونتگن - انتشار در سال ۱۹۷۳
تمبر یادبود ویلهلم کنراد رونتگن - انتشار در سال ۱۹۹۵ - نیکاراگوئه
تمبر یادبود ویلهلم کنراد رونتگن - انتشار در سال ۱۹۹۵ - توگو